# Tom Matte
Thomas Roland Matte (Pittsburgh, 14 giugno 1939 – Towson, 3 novembre 2021) è stato un giocatore di football americano statunitense che ha militato nel ruolo di running back e quarterback nella National Football League (NFL).

## Carriera
In 12 anni di carriera con i Baltimore Colts, Matte corse 4.646 yard, ne ricevette 2.869 e segnò 57 touchdown (45 su corsa, 12 su ricezione). Nel finale della stagione 1965, Matte giocò anche come quarterback di emergenza quando Johnny Unitas e Gary Cuozzo subirono due gravi infortuni contro i Chicago Bears e i Green Bay Packers, rispettivamente. Per l'ultima partita della stagione regolare (una vittoria 20-17) contro i Los Angeles Rams e per la gara di playoff a Green Bay (una sconfitta per 13-10 ai tempi supplementari), il capo-allenatore dei Colts Don Shula scrisse una lista di giocata su un polsino che Matte indossò. Tale oggetto è ora conservato alla Pro Football Hall of Fame.
Più avanti nel corso della carriera, Matte fu immortalato nella copertina del 6 gennaio 1969 di Sports Illustrated, segnando il suo terzo touchdown nella finale di campionato contro i Cleveland Browns.
Matte giocò nel Super Bowl III nel 1969 quando i Colts furono battuti a sorpresa da Joe Namath e i New York Jets. Matte giocò bene, correndo per 116 yard e ricevette 2 passaggi per 30 yard, stabilendo un record del Super Bowl ancora attivo con 10,5 yard a portata. Stabilì un altro record per l'epoca con una corsa da 58 yard. La giocata si chiuse quando fu fermata dall'ex difensore dei Colts Johnny Sample portando a un alterco tra i due. Tuttavia, Matte commise un fumble nella prima serie del secondo tempo, una delle tante giocata frustranti per i Colts di quella partita.
Matte si infortunò nella prima partita della stagione 1970 contro i San Diego Chargers e non poté quindi essere in campo quando i Colts fecero ritorno nel Super Bowl V, dove batterono i Dallas Cowboys. Gli fu comunque consegnato un anello del Super Bowl. In carriera fu convocato per due Pro Bowl, nel 1968 e nel 1969, anno in cui guidò la NFL in touchdown su corsa.

## Palmarès

### Franchigia
- Campionati NFL : 1

Baltimore Colts: 1968
- Super Bowl : 1

Baltimore Colts: V
- American Football Conference Championship: 1

Baltimore Colts: 1970

### Individuale
- Convocazioni al Pro Bowl: 2

1968, 1969
- Leader della NFL in touchdown su corsa: 1

1969